# Айха (провинция)
Айха (исп. Provincia de Aija, кечуа Ayha pruwinsya) — одна из 20 провинций перуанского региона Анкаш. Площадь составляет 696,72 км². Население по данным на 2007 год — 7995 человек. Плотность населения — 11,48 чел/км². Столица — одноимённый город.

## История
Провинция была образована 5 марта 1936 года.

## География и климат
Расположена в центральной части региона. Граничит с провинциями: Уармей (на юге), Уарас (на севере) и Рекуай (на востоке).

## Административное деление
В административном отношении делится на 5 районов:
- Айха
- Корис
- Уакльян
- Ла-Мерсед
- Сукча